# Guillaume d'Aure
Guillaume d'Aure (né à Toulouse en Midi-Pyrénées et mort le 3 décembre 1353  à Avignon) est un cardinal français  du XIVe siècle. Il est membre de l'ordre des bénédictins.

## Biographie
Guillaume d'Aure  est abbé de l'abbaye de Montolieu en  1326. Il est créé cardinal par le pape Benoît XII lors du consistoire du janvier 1339. 
Le cardinal d'Aure participe au conclave de 1342, au cours duquel Clément VI est élu et au conclave de 1352, au cours duquel Innocent VI est élu.